# Гречишкин, Павел Моисеевич
Па́вел Моисе́евич Гречи́шкин (16 января 1922, село Татарка, Ставропольский край — 3 июля 2009, Ставрополь) — советский и российский художник-пейзажист, заслуженный художник РСФСР (1980), участник Великой Отечественной войны.

## Биография
Родился в крестьянской семье. В 1939 году занимался в художественной студии под руководством художника Владимира Григорьевича Клёнова. В 1941 году был призван в армию. В том же году написал свою первую картину — портрет бабушки. После демобилизации вновь продолжил занятия живописью.
С 1948 года работал художником в клубе им. Гофицкого, с 1953 года — художником Ставропольского филиала краевого отделения художественного фонда СССР.
В 1956 году принят в члены Союза художников СССР. Участвовал в ряде международных и краевых выставок, в том числе выставке произведений художников РСФСР (Москва, 1953), выставке «Советская Россия» (Москва, 1960), 32-м Международном салоне изобразительных искусств во Франции (Безье, 1988) и других.
Работал в разных уголках мира: от степей и предгорий Ставропольского края, Кавказа, Русского Севера, берегов Волги и Байкала, до Индии, Италии, Греции, Непала, Турции, Мексики, Японии, Египта.
Участник Великой Отечественной войны.
В 1987 году в Ставрополе на открытии персональной выставки пейзажей П. М. Гречишкин передал в дар городу 167 своих произведений живописи. Выставка стала отделом «Картинная галерея» Ставропольского государственного краеведческого музея им. Г. Н. Прозрителева и Г. К. Праве. Экспозиция работ П. М. Гречишкина развернута в здании бывшей мечети, являющимся отделом краеведческого музея. Сегодня эта картинная галерея насчитывает около 500 живописных произведений художника.
Картины Гречишкина хранятся в музеях и частных коллекциях 40 стран мира.
Скончался от опухоли головного мозга в городской больнице Ставрополя. Похоронен на Игнатьевском (Сажевом) кладбище города Ставрополя.

## Награды и звания
- Орден Октябрьской Революции[4]
- Орден Отечественной войны II степени
- Орден «Знак Почёта»[4]
- Заслуженный художник РСФСР (1980)
- Медаль «За оборону Кавказа»[4]
- Герой труда Ставрополья
- Медаль «За заслуги перед Ставропольским краем»[4]
- Почётный гражданин Ставропольского края[4]
- Почётный гражданин города Ставрополя[4]

## Память
- В 100-летний юбилей со дня рождения художника П. М. Гречишкина в городе Ставрополе у Детской школы искусств, где пересекаются три района города, был установлен памятник. Образ художника был выполнен сидящим за этюдником и работающим над очередным творением. [3]